# Pérola (Paraná)
Pérola est une municipalité brésilienne située dans l'État du Paraná.